# Колодрубівська сільська рада
| Колодрубівська сільська рада — колишній орган місцевого самоврядування у Миколаївському районі Львівської області з центром у с. Колодруби. Історична дата утворення: в 1940 році. Водоймища на території, підпорядкованій даній раді: річки Дністер, Верещиця. Сільраді були підпорядковані населені пункти: - с. Колодруби - с. Повергів |

## Склад ради
- Сільський голова: Коваліско Ярослав Олексійович
- Секретар сільської ради:
- Загальний склад ради: 14 депутатів

### Керівний склад ради
| ПІБ                           | Основні відомості                                                                                  | Дата обрання | Дата звільнення |
| ----------------------------- | -------------------------------------------------------------------------------------------------- | ------------ | --------------- |
| Бокало Василь Іванович        | Сільський голова, 1954 року народження, освіта, безпартійний                                       | 26.03.2006   | 01.11.2007      |
| Коваліско Ярослав Олексійович | Сільський голова, 1954 року народження, освіта, член Всеукраїнського об'єднання «Батьківщина»      | 16.03.2008   | 31.10.2010      |
| Коваліско Ярослав Олексійович | Сільський голова, 1954 року народження, освіта вища, член Всеукраїнського об'єднання «Батьківщина» | 31.10.2010   |                 |

Примітка: таблиця складена за даними джерела

### Депутати
Результати місцевих виборів 2010 року за даними ЦВК
| № зп                                                | № округу                                            | Прізвище, ім'я, по батькові                         | Дата визнання обраним                               | Відомості про обраного депутата                     |
| Політична партія Всеукраїнське об'єднання «Свобода» | Політична партія Всеукраїнське об'єднання «Свобода» | Політична партія Всеукраїнське об'єднання «Свобода» | Політична партія Всеукраїнське об'єднання «Свобода» | Політична партія Всеукраїнське об'єднання «Свобода» |
| Самовисування                                       | Самовисування                                       | Самовисування                                       | Самовисування                                       | Самовисування                                       |
| --------------------------------------------------- | --------------------------------------------------- | --------------------------------------------------- | --------------------------------------------------- | --------------------------------------------------- |